# La mujer de Lorenzo
La mujer de Lorenzo (La Femme de Lorenzo) est une telenovela péruvienne produite par la société de production vénézuélienne Venevisión en collaboration avec la société de production péruvienne Iguana Producciones. Elle a été diffusée entre le 15 mai 2003 et le 21 septembre 2003 sur Venevisión.

## Synopsis
Aux yeux du monde, Laurita et Lorenzo forment le couple parfait. Lorenzo est un homme beau, riche et bien éduqué qui dirige sa propre maison de couture tandis que Laurita est belle et élégante, la femme idéale pour un homme comme lui.
Cependant, la vérité est que Laurita s'ennuie dans son mariage. C'est pourquoi elle entame une liaison avec Alex, un opportuniste sans vergogne et attrayant qui séduit les femmes riches grâce à son travail comme entraîneur personnel. Laurita est convaincue qu'elle est amoureuse d'Alex et prend la décision difficile de quitter Lorenzo. Mais son avocat lui rappelle que l'accord pré-nuptial qu'elle a signé la laissera sans le sou si elle dépose une demande de divorce. Ne souhaitant pas renoncer à la vie luxueuse à laquelle elle est habituée, elle échafaude un plan pour faire tomber Lorenzo amoureux d'une autre femme. La candidate idéale est Silvia, une jolie, simple et douce jeune femme travaillant auprès de Lorenzo. Grâce à l'aide de son ami designer, Giacomo, elle se lie d'amitié avec Silvia et la transforme lentement dans le genre de femme que Lorenzo apprécie.
Après avoir passé du temps ensemble, Lorenzo et Silvia commencent à tomber amoureux l'un de l'autre. Mais les choses ne sont pas aussi simples que cela, puisque Silvia est amoureuse d'Alex qui a été son petit ami pendant des années. En outre, Isabela, une ancienne fiancée de Lorenzo, arrive avec l'intention ferme de reprendre la compagnie de Lorenzo pour se venger de Lorenzo et de Laurita. Tandis qu'Alex devient aussi l'amant d'Isabela, Silvia et Lorenzo admettent enfin leur amour. Voyant qu'elle est sur le point de tout perdre, Laurita change d'avis et commence à exécuter son plan pour récupérer l'amour de Lorenzo. Qui va gagner parmi les trois femmes ?

## Distribution
- Adriana Louvier : Silvia Estévez
- Guillermo Pérez : Lorenzo Valezuela
- Carolina Tejera : Laura Benavides de Valezuela, dite Laurita
- Andrea Montenegro : Isabela Fergoni
- Yul Bürkle : Alex Zambrano
- Milene Vásquez : Natalia, dite Nati
- Camucha Negrete : Emparatriz Negrete
- Eduardo Cesti : Conan
- José Luis Ruiz : Giacomo Volicelli
- Leslie Stewart : Gloria Matos
- Xavier Pimentel : Conan García
- Oscar Beltrán : Antonio Bonicelli, dit Toni
- Ximena Díaz : Micaela Zambrano, dite Mimi
- Juan Martín Mercado : Orlando
- Elizabeth Córdoba : Antonia
- Javier Lobatón : Juanito
- María Fe Fuentes : Lisette
- Ricardo Fernández : José
- Jesús Delaveaux : Policía